# Vale do Paraíso
Vale do Paraíso es una freguesia portuguesa del concelho de Azambuja, con 4,45 km² de superficie y 1.040 habitantes (2001). Su densidad de población es de 233,9 hab/km².